# غانجاكار
غانجاكار (بالإنجليزية: Gandzakar)‏ هي municipality of Armenia تقع في أرمينيا في محافظة تاووش. يقدر عدد سكانها بـ 3,498 نسمة .